# Марія Лаура Майнетті
Марія Лаура Майнетті (італ. Maria Laura Mainetti; 20 серпня 1939, Коліко — 6 червня 2000, К'явенна) — італійська черниця зі Згромадження Дочок Хреста, Сестер святого Андрія, вбита трьома дівчатами-підлітками під час сатанинського ритуалу. Блаженна Католицької церкви.

## Життєпис
Терезіна Ельза Майнетті народилася в Коліко (Італія) 20 серпня 1939 року. Була десятою дитиною Стефано Майнетті та Марцеліни Ґусмеролі. У 1957 році вступила до Згромадження Дочок Хреста, Сестер святого Андрія і 15 серпня 1959 року склавши перші обіти, отримала чернече ім'я Марія Лаура. Працювала вчителькою в початкових школах свого Згромадження: у Васто (1960—1962), Римі (1962—1963 і 1969—1973), Пармі (1979—1984) і врешті в К'явені (1963—1969 і від 1984), де з 1987 року була настоятелькою спільноти. Брала участь у різних суспільних і харитативних ініціативах, зокрема для молоді з бідних сімей, а також неповнолітніх злочинців.

## Вбивство
6 червня 2000 року сестрі Марії зателефонували з проханням прийти до молодої вагітної дівчини. Це був обман. Коли черниця вийшла з монастиря, на неї чекали три дівчини-підлітки Амбра Джянассо, Вероніка П'єтробеллі і Мілена Де Джамбаттіста. Вони напали на сестру Марію Лауру з ножами і завдали їй 19 поранень. Під час судового процесу дівчата зізналися, що це було ритуальне вбивство: так вони мали скласти сатаністську жертву. Також вони розповіли, що під час нападу сестра Майнетті молилася за них, просячи Бога їм пробачити.

## Беатифікаційний процес
Процес беатифікації на дієцезальному рівні розпочався 25 жовтня 2005 року, а в 2008 році Святий Престол ухвалив пропозицію розпочати наступний етап процесу. 19 червня 2020 року Папа Франциск видав декрет про мучеництво сестри Марії Лаури Майнетті, що відкрило шлях до її беатифікації, яка відбулася 6 червня 2021 року в К'явені. Беатифікаційні урочистості очолив кардинал Марчелло Семераро, префект Конгрегації в справах святих.